# Claire Chevrier
Pour les articles homonymes, voir Chevrier (homonymie).
Claire Chevrier, née le 21 juin 1963 à Pau, est une photographe et artiste française.

## Biographie
Claire Chevrier étudie les beaux-arts à Grenoble. Elle obtient le DNSEP en 1987. De 1998 à 2004, elle enseigne à l’École des Beaux-arts de Lyon. Depuis 2012, elle enseigne à l'École nationale supérieure d'architecture de Versailles. En 2007-2008, elle est pensionnaire à la Villa Médicis à Rome.
Elle s'intéresse à la façon dont la mémoire s'inscrit dans le paysage. La guerre, le pouvoir, l’histoire, la violence exprimée ou refoulée sont au centre de ses préoccupations.

## Expositions
- Sur quelques mégapoles, musée Nicéphore-Niepce, Chalon-sur-Saône, 2005[3]
- Un jour comme les autres, Centre Photographique d’Ile-de-France, 2009[4]
- Espaces traversés, Espace d'art contemporain du CYEL, Musée de la Roche-sur-Yon, Frac des Pays de La Loire, La Roche-sur-Yon, 2021[5]
- Espace(s), l’Atelier, Centre photographique Claude Cahun, Nantes, 2022[6]

## Prix
- Prix de la Fondation des Treilles, projet à Alger, 2013[7]